# Teodoro Lechi
Teodoro Lechi, né le 16 janvier 1778 à Brescia et mort le 2 mai 1866 à Milan, est un militaire italien des XVIIIe et XIXe siècles.

## Biographie
Quatorzième enfant (et cinquième des sept fils survivants) de Faustino Lechi et de Doralice Bielli, frère cadet de Giuseppe et frère aîné de Galliano (le comte Vitelleschi de Rome, Naples et Florence de Stendhal),, Teodoro s'enrôle avec ses quatre frères dans la Légion de Brescia le 18 mars 1797 au moment du déclenchement de la révolution de la ville, ce qui lui vaut la médaille d'argent de la liberté bresciane. Le 11 mai, il devient capitaine de la première compagnie de grenadiers. Avec la division française de Jean Joseph Dessolles, la brigade Lechi commence la campagne de 1799 par la bataille de Nauders, où elles gagnent 18 canons et font 4000 prisonniers. Le 6 janvier 1801, Teodoro se fait remarquer par son courage lors de la prise de Trente en atteignant le premier le pont de la ville, garni de fortifications et protégé par l'artillerie,. Chargé de rendre compte de cette bataille à Milan, il est promu colonel par le gouvernement de la République cisalpine le 13 janvier.
En septembre 1803, à la création de la Garde présidentielle de la République italienne, qui va devenir sous peu la Garde royale, il y assume le poste de colonel de brigade. Teodoro passe près de deux ans (1803-1805) à Paris, où il reçoit une bonne formation aux nouvelles techniques militaires françaises. Quand il retourne en Lombardie avec le vice-roi Eugène de Beauharnais, il est commandant des grenadiers de la Garde royale. Il se voit conférer l'étoile de la Légion d'honneur. Il est nommé écuyer du roi d'Italie, mais prie qu'on le dispense de cette charge, que l'on confie à son frère Angelo. Le 13 juin 1805, il a l'honneur d'héberger Napoléon dans la villa familiale à Montirone et reçoit de lui, qui va l’appeler familièrement mon beau général plus tard, les aigles et les étendards de la Garde. Avec le prince Eugène, il combat à Ulm, à Austerlitz (1805), en Vénétie, en Dalmatie, en Albanie et en Hongrie. En mai 1806, il obtient la distinction de commandeur de l'ordre de la Couronne de fer et est promu général de brigade la même année. En avril 1809, il se distingue par sa bravoure au combat d'Alpone (it), où, avec le général Bonfanti, il culbute, à la tête de trois bataillons de la Garde royale et du 1er régiment de ligne italien, des forces bien supérieures en nombre, et s'empare de Cazzano et de Bastia. Après la bataille de Wagram (6 juillet), il est nommé baron de l'Empire français, avec droit de transmission du titre (privilège accordé à très peu d'Italiens), et obtient une dotation de 4 000 lires de rente annuelle.
De 1810 à la fin de 1811, Teodoro profite des fêtes et des bals de Milan. C'est peut-être dans ces années-là qu'il fait l'acquisition de la maison du bourg Porta Orientale (futur Corso della Indipendenza), où il va amasser plus de 800 tableaux recueillis pendant ses campagnes militaires.
Le 10 février 1812, à la tête d'un corps de près de 8 000 hommes, il part pour la campagne de Russie et participe à tous les affrontements, y compris ceux qui surviennent pendant la retraite. En février 1813, il est promu officier de la Légion d'honneur, nommé général de division et attaché à la maison militaire du prince Eugène de Beauharnais en qualité de chef d'état-major des grenadiers. Cette année-là et l'année suivante, il participe aussi à la guerre contre l'Autriche à la tête de la 5e Division (composée de 10 000 hommes) de l'Armée d'Italie. Le 17 février 1814, il déploie autant d'habileté que de courage au combat de Toscolano, où se sont fortifiés les Autrichiens, en fait 600 prisonniers et provoque la dispersion des autres.
Le général Teodoro Lecchi « est toujours resté fidèle à ses drapeaux ; il est généralement estimé pour son désintéressement et son humanité comme pour ses vertus militaires. La fortune ni la faveur des cours n'ont point été son partage : il a même été victime des rigueurs politiques ».
Le 27 avril 1814, après que le prince Eugène eut signé l'armistice, Teodoro est le protagoniste d'un rite quelque peu singulier : pour ne pas avoir à remettre les étendards de la Garde royale aux Autrichiens, les anciens combattants confient les aigles à leur général, brûlent les hampes et les étoffes et en mangent les cendres, mêlées à leur soupe. Teodoro va garder secrètement les aigles pour les remettre au roi Charles-Albert de Sardaigne en 1848 (l'une d'elles est conservée au musée du Risorgimento de Milan).
Après avoir pris possession de la Lombardie, le gouvernement autrichien ne lui conserve pas son grade. À l'automne 1814, il est impliqué dans la conjuration maçonnique d'ex-généraux. Arrêté et incarcéré à Milan dans la nuit du 14 décembre, il est condamné à la peine de mort, commuée après 34 mois en celle de cinq ans de prison, réduite à 18 mois par grâce royale. La fin de son emprisonnement après 12 mois s'accompagne de la perte de tout traitement et de toute distinction honorifique, ainsi que de l'obligation de restituer les gratifications que Napoléon et le vice-roi Eugène ont décernées aux généraux revenus de la campagne de Russie. Comme on lui refuse le droit d'exporter ses tableaux à Londres pour les vendre, il doit se défaire de la maison de Porta Orientale.
De retour dans la maison familiale de Brescia, il épouse en 1829 la comtesse Clara Martinengo Cesaresco, dont il aura trois enfants, dont un seul, Faustino, atteindra sa majorité. En 1832, il réussit à exporter ses tableaux et, avec l'argent de la vente de deux tableaux à Brera, il achète l'île Lechi, sur le lac de Garde. En 1843, il retourne à Milan pour assurer une bonne école à son fils.
Le 18 mars 1848, à peine Teodoro a-t-il accepté le commandement des milices révolutionnaires au début des cinq journées de Milan qu'il est arrêté, puis conduit à la Rocchetta, au Château des Sforza, où il restera jusqu'à la fin de l'insurrection. Par décret du 26 mars, il devient général en chef et commandant de toutes les forces du gouvernement provisoire de Milan, qui devient celui de la Lombardie peu de jours après. Homme d'expérience, il conseille au ministre de la Guerre, Antonio Franzini, d'employer les lignes de chemin de fer pour transporter les troupes et attaquer Vérone, l'ennemi marchant sur Montagnana y ayant sûrement laissé peu de forces. Le ministre rejette toutefois ce conseil, ce qui a probablement changé l'issue de la première guerre d'indépendance italienne.
Le 1er août 1848, le chef d'état-major général Carlo Canera di Salasco lui fait savoir que le roi lui confère le grade de général d'armée, le décore du grand cordon de l'ordre des Saints-Maurice-et-Lazare et accepte, à sa demande, de le mettre à la retraite. Après 1849, frappé d'une amende de 40 000 lires par le gouvernement autrichien, il continue de vivre en famille à Turin jusqu'en 1859. Il y reçoit la médaille mauritienne et la médaille commémorative des guerres faites pour l'indépendance et l'unité de l'Italie. En 1852, le président de la République française le promeut commandeur, puis grand officier de la Légion d'honneur, et lui envoie plus tard la médaille de Sainte-Hélène. En 1854, Teodoro écrit pour son fils sa biographie, qui sera publiée à la fin du XIXe siècle. En 1859, il retourne à Milan, où il meurt le 2 mai 1866 à l'âge de 88 ans. Il est enterré au cimetière de Brescia.
Franc-maçon, il a été dignitaire de la loge de Brescia Amalia Augusta.

## Titres
- Comte (décret de la république de Venise daté du 17 novembre 1795[7])
- Baron Lecchi et de l'Empire :
  - Titre accordé par décret du 15 août 1809 (par décret de la même date, il était reconnu comme donataire sur Rome pour un revenu de 4 000[7] livres[2]),
  - Lettres patentes du 14 avril 1810, signées à Compiègne.

## Distinctions
|  |                                                       |  |
|  | Médaille commémorative de la campagne d'Italie (1859) |  |

D'après le portrait ci-contre

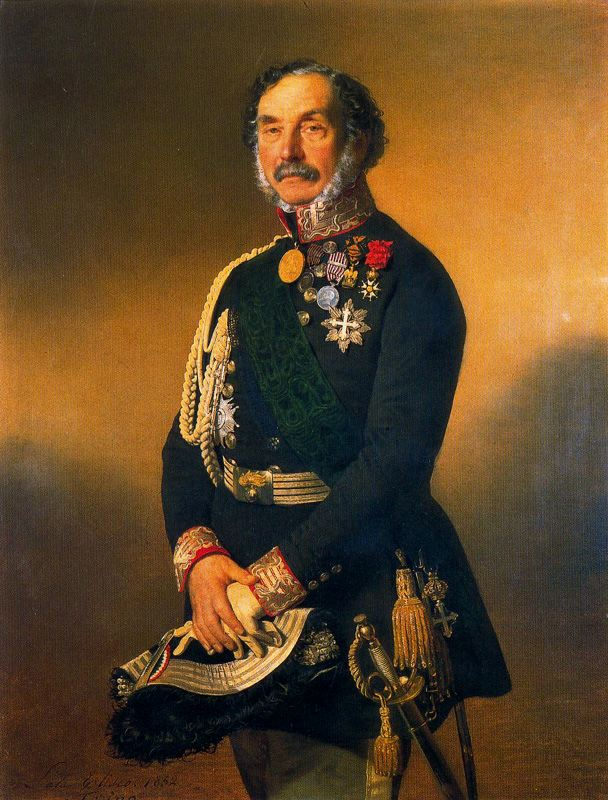
Eliseo Sala, Portrait du comte Teodoro Lechi, 1852, Collection privée.

- Chevalier de la Grand'croix de l'ordre des Saints-Maurice-et-Lazare
- Grand officier de la Légion d'honneur
- Médaille mauricienne
- Médaille de Sainte-Hélène
- Médaille commémorative de la campagne d'Italie (1859) avec agrafe
- Commandeur de l'ordre de la Couronne de fer

## Armoiries
| Figure | Blasonnement |
|        | Armes du baron Lecchi et de l'Empire Écartelé au premier d'argent au casque de profil de sable, orné d'or, et panaché de gueules : au deuxième des barons tirés de l'armée ; au troisième d'azur à l'arbre d'or, accompagné de deux tours carrées d'argent, le tout soutenu du même et surmonté de trois étoiles [rangées] en fa[s]ce d'or, au quatrième d'argent à trois bandes ondées de gueules,. - Livrées : les couleurs de l'écu. |